# Periódicos de Paraguay
Este artículo enlista los principales periódicos de Paraguay.

## Periódicos

### Principales periódicos de circulación diaria
- ABC Color
- La Nación
- Última Hora
- Crónica
- Popular
- Extra
- 5/Días

### Otros periódicos según su departamento y ciudad
Alto Paraná
- Vanguardia (Ciudad del Este)
- La Jornada (Ciudad del Este)
- TNPress (Ciudad del Este)
- ADN Paraguayo (Ciudad del Este)

Central
- La Nación (Fernando de la Mora)

## Resumen de los periódicos

### Popular
El diario Popular originalmente fue propiedad de Juan Carlos Wasmosy, presidente de Paraguay en el período 1993-1998, quien también es propietario de las siguientes empresas: Empresa Constructora Minera Paraguaya S.A. (ECOMIPA), Astillero Chaco S.A., Cerámica San Fernando, CONEQUIP, Consorcio ERIDAY, Consorcio de Empresas Paraguayas (CONEMPA) S.R.L., Radios Uno 650 AM (vendido al Grupo JBB en 2016), 103.1 FM Popular y 99.1 FM Corazón y el diario digital Hoy (estos medios conformaban con el diario el grupo Multimedia).
El diario Popular fue comprado en 2015, junto con otros medios de comunicación que fueron adheridos al Grupo Nación de Comunicaciones, por Sarah Cartes, hermana del entonces presidente de Paraguay Horacio Cartes.

### Última Hora
Última Hora es un diario cuyo socio mayoritario es Antonio J. Vierci, parte del Grupo Vierci.

### ABC Color
ABC Color es un diario fundado en 1967 y primeramente liderado por Aldo Zuccolillo. Fue clausurado en 1984 y reinició sus ediciones en 1989. Entre las empresas manejadas por la familia Zuccolillo se encuentran: Banco Atlas S.A., Inmobiliaria del Este S.A. (IDESA), Consultora Atlas, Hotelera Atlas S.A., SILPAR, Imprenta Mercurio, Núcleo S.A. (Personal), La Metalúrgica, Shoppings Mariscal, delSol y Mariano, ZUSA SACI y Pety S.A.

### La Nación
El diario La Nación es, junto con el diario Crónica y más medios, parte del Grupo Nación Media, propiedad de Sarah Cartes, hermana de Horacio Cartes, del Grupo Cartes. Este grupo es además propietario de varias empresas como Tabacalera del Este S.A., Tabacalera Boquerón, Tabacalera Montecarlo, Hotel Crown Plaza Asunción, Banco Amambay S.A. (Basa), Bebidas del Paraguay S.A. (Pulp), entre otros.